# Liturgische Rangordnung
Die Liturgische Rangordnung ist die Regelung in der römisch-katholischen Liturgie, die für jeden liturgischen Tag bestimmt, welche gottesdienstliche Feier beim Zusammentreffen liturgischer Daten und Zeiten jeweils Vorrang hat, welche Texte für die Feier der heiligen Messe und des Stundengebets verwendet werden und welche liturgische Farbe dem zugeordnet wird.
Die Liturgiewissenschaft spricht von Okkurrenz, wenn zwei Feiern an einem Tag zusammentreffen. Das Zusammentreffen der zweiten Vesper eines Tages mit der ersten Vesper des folgenden Tages wird Konkurrenz genannt.

## Okkurrenzen im Kirchenjahr
Okkurrenzen (auch: Okkurenzen) entstehen, weil im Kirchenjahr die zyklische, regelmäßig wiederkehrende Abfolge von Sonntagen und Wochentagen aufeinandertreffen kann mit Festen, die an einem bestimmten Datum oder zu einem bestimmten Anlass gefeiert werden. Im liturgischen Kalender gibt es zudem zeitlich bewegliche Feste, etwa Ostern mit dem dazu gehörenden Osterfestkreis, die abhängig sind von einem variablen Osterdatum, und Feste, die immer auf denselben Tag fallen (z. B. Weihnachten mit dem davon abhängenden Weihnachtsfestkreis oder Gedenktage von Heiligen). Hinzu kommen Eigenfeste der Diözesen, eines Ordens oder auch regional verankerte Feste. Welches dann den Vorrang hat oder welche Auswahlmöglichkeiten bei den liturgischen Texten bestehen, wird durch die liturgischen Vorschriften bestimmt, denen der Römische Generalkalender für die gesamte Kirche weltweit verbindlich zugrunde liegt. Die geltende Fassung wurde 1969 durch Papst Paul VI. promulgiert. Der Generalkalender wird ergänzt durch Partikular- oder Regionalkalender von Diözesen und Ordensgemeinschaften mit deren Eigenfeiern, etwa den Regionalkalender für das deutsche Sprachgebiet. Veröffentlicht werden die Vorschriften im jährlich erscheinenden Verzeichnis der liturgischen Tage nach ihrer Rangordnung, dem Direktorium.
Ausgangspunkt des Generalkalenders ist das Kirchenjahr mit den zentralen Festen und Festkreisen von Menschwerdung und Auferstehung Jesu Christi (die geprägten Zeiten im Weihnachts- und Osterfestkreis) und der Zeit im Jahreskreis. In dieses Schema eingeordnet werden weitere Feste: Herrenfeste, Marienfeste, die Feste und exemplarischen Gedenktage der Heiligen (Märtyrer, Kirchenlehrer, Jungfrauen, Ordensleute usw.) aus verschiedenen Ländern sowie die Kirchweihfeste der römischen Hauptkirchen.

## Geschichtliche Entwicklung

### Mittelalter
Die Woche war bestimmt von der Feier des Sonntags als des Tages des Herrn und der Auferstehung Jesu Christi, an dem das Pascha-Mysterium gefeiert wird. Die Wochentage gehörten liturgisch zum voraufgehenden Sonntag, für eine Messfeier wurden die liturgischen Texte des Sonntags wiederholt. Bis etwa zum Jahr 1100 waren Feste eine seltene Ausnahme. Als Festa fori (Feste für die Öffentlichkeit) herrschte an ihnen Arbeitsruhe, und der Besuch der heiligen Messe gehörte zum Festablauf. Feste, die auf einen Sonntag fielen, verdrängten liturgisch die Feier des Sonntags.
Im Hoch- und Spätmittelalter nahm die Zahl der Heiligenfeste (Märtyrer, Bekenner, Kirchenlehrer, Päpste und Bischöfe, Ordensleute) stark zu. Außerdem bekamen Feste vermehrt eine Vigil oder eine Oktav, die liturgisch begangen wurden. Dies führte zu einer vielfältigen Differenzierung der Festtypen und der Regelungen im Fall einer Okkurrenz, auch um die Herrenfeste gegenüber Heiligenfesten aufzuwerten und zu schützen. Bezeichnungen solcher Feste waren summum festum, sollemne festum, festum medium, festum trium lectionum („Fest mit den drei Lesungen“), triplex, duplex, semiduplex, simplex und andere. Die Herkunft dieser Begriffe und ihre Bedeutung sind noch nicht vollständig erforscht.

### Rangstufensystem nach dem Konzil von Trient
Nach dem Konzil von Trient wurde in das erneuerte Breviarium Romanum (1568) und das neue Missale Romanum (1570) ein Universalkalender aufgenommen, mit dem ein Rangstufensystem eingeführt wurde, das vorher bereits bei den Franziskanern und in der römischen Kurialliturgie in Übung war.
Rangstufen der Feste (1570–1960)
| Lateinische Bezeichnung                                        | Bedeutung                                                       | Beispiele |
| -------------------------------------------------------------- | --------------------------------------------------------------- | --- |
| Festum duplex I. classis cum octava privilegiata               | Duplex-Fest (Doppelfest) 1. Klasse mit vorrangiger Oktav        | Weihnachten, Epiphanie, Ostersonntag, Christi Himmelfahrt, Pfingstsonntag |
| Festum duplex I. classis cum octava non privilegiata (communi) | Doppelfest 1. Klasse mit nicht vorrangiger (gewöhnlicher) Oktav | Unbefleckte Empfängnis, Johannes der Täufer, Petrus und Paulus, Mariä Himmelfahrt, Allerheiligen                                                                                  |
| Festum duplex I. classis                                       | Doppelfest 1. Klasse                                            | Gründonnerstag, Karfreitag, Karsamstag, Montag und Dienstag in der Oster- und Pfingstoktav, Mariä Verkündigung, Hl. Josef                                                         |
| Festum duplex II. classis cum octava simplici                  | Doppelfest 2. Klasse mit einfacher Oktav                        | Mariä Geburt, Stephanus, Johannes Ap., Laurentius von Rom |
| Festum duplex II. classis                                      | Doppelfest 2. Klasse                                            | Namen Jesu, Verklärung des Herrn, Matthias Ap., Mariä Lichtmess |
| Festum duplex majus                                            | Höheres Doppelfest                                              | (seit 1602) Heilige Familie, Oktav von Epiphanie, Oktav von Ostern (Weißer Sonntag), Erzengel, Petri Stuhlfeier, Mariä Namen, Sieben Schmerzen Mariä, Franz von Assisi, Dominikus |
| Festum duplex                                                  | Doppelfest                                                      | der letzte Tag einer Oktav; Bischöfe, Märtyrer, Kirchenlehrer |
| Festum semiduplex                                              | Semiduplex-Fest (Halb-doppeltes Fest)                           | Mittwoch bis Samstag in der Oster- und Pfingstoktav, Bekenner |
| Festum simplex                                                 | Einfaches Fest                                                  | |
| Commemoratio                                                   | Gedächtnis, Gedenktag                                           | |

Rangstufen der Tage der Woche (1570–1960)
| Lateinische Bezeichnung                   | Bedeutung                                  | Rang                                                                   | Beispiele                                                      |
| ----------------------------------------- | ------------------------------------------ | ---------------------------------------------------------------------- | -------------------------------------------------------------- |
| Dominica maior (privilegiata) I. classis  | Höherer (privilegierter) Sonntag 1. Klasse | Vorrang vor allen Festen                                               |                                                                |
| Dominica maior (privilegiata) II. classis | Höherer (privilegierter) Sonntag 2. Klasse | Vorrang vor Festen duplex II. classis                                  |                                                                |
| Dominica                                  | Sonntag                                    | Vorrang vor Festen semiduplex; ab 1914 Vorrang vor allen Duplex-Festen |                                                                |
| Feria maior privilegata                   | Höherer privilegierter Wochentag           | Vorrang vor allen Festen                                               | Aschermittwoch                                                 |
| Feria maior                               | Höherer Wochentag                          | Vorrang vor allen Festen simplex                                       | Wochentage in der Advents- und Fastenzeit und in der Bittwoche |
| Feria                                     | Wochentag                                  |                                                                        |                                                                |

Die Zahl der Feste im Rang duplex und höher nahm von 1570 bis 1910 von 89 auf 208 zu; etliche von ihnen hatten zudem eine Oktav, so dass die Feier einfacher Sonn- und Wochentage weitgehend verdrängt wurde. Auch hatte die Zahl der Votivmessen – vor allem in Form häufiger Privatmessen, die den Gemeindegottesdienst überwucherten – stark zugenommenen, obwohl das Messbuch von 1570 sie nur noch aus dringendem Grund (urgenti de causa) erlaubte. Bis in die Neuzeit hinein wurde das Messformular des Requiems „ungebührlich“ häufig für Werktagsmessen genommen, weil es der Intention des Messstipendiums als „Seelenmesse“ für die Verstorbenen der Stifterfamilien entsprach, so der Liturgiewissenschaftler Josef Andreas Jungmann.
Papst Pius X. ordnete in einem Reformprozess von 1912 bis 1914 an, dass alle einfachen Sonntage Vorrang vor Duplexfesten haben sollten; im Stundengebet wurden ab dann Feste mit den Psalmen des Wochentags statt mit dem Festoffizium gefeiert, um eine zu häufige Wiederholung derselben Gebetstexte zu vermeiden. Die Ritenkongregation schaffte 1955 alle Vigiltage und Oktaven mit Ausnahme die der Hochfeste Weihnachten, Ostern und Pfingsten ab.
Beim Aufeinandertreffen verschiedener Tage und Feiern waren unterschiedliche Lösungen möglich:
- Die höherrangige Feier wird begangen, die niederrangige kommemoriert.
- Die höherrangige Feier wird begangen, die niederrangige verlegt.
- Die höherrangige Feier wird begangen, die niederrangige entfällt.
- Das bewegliche Fest wird gefeiert, das andere wird kommemoriert.

Bei einer Kommemoration wurden in der heiligen Messe das Tagesgebet (Collecta), das Gabengebet (Secreta) und das Schlussgebet (Postcommunio) des niederrangigen Gedenktages dem des höherrangigen angefügt. An Sonntagen konnten auf Grund von Festen oder Oktavtagen, die sich mit diesem Sonntag überschnitten, mehrere kommemorierende Gebete aneinandergefügt werden. Fiel ein Festtag eines Heiligen mit eigenem Messformular in die Fastenzeit, wurde das Heiligenfest als höherrangig angesehen und der Wochentag der Fastenzeit wurde kommemoriert. Das Evangelium des verdrängten Messformulars wurde bis 1955 jeweils als Schlussevangelium gelesen.
In Kathedralen, Stiftskirchen oder in Kirchen, wo mit großer Beteiligung von Laien zu rechnen ist, können zwei verschiedene Messen gefeiert werden, statt eines der Feste zu verschieben. In Klosterkirchen werden zwei Konventsmessen gefeiert.

### Rubrikenkodex von 1960
1960 erfolgte mit dem „Rubrikenkodex“ (Codex Rubricarum Breviarii ac Missalis Romani) eine durchgreifende Reform und Vereinfachung der Rubriken, die von Papst Johannes XXIII. mit dem Motu Proprio Rubricarum instructum vom 25. Juli 1960 mit Wirkung ab 1. Januar 1961 in Kraft gesetzt wurde. Sie sprach erstmals vom „Liturgischen Tag“ und führte ein gut überschaubares System von vier Klassen ein. Die Messen und Offizien des Proprium de tempore erhielten einen wichtigeren Platz gegenüber den Heiligenfesten (Proprium Sanctorum). Die Sonntage sind ausschließlich 1. oder 2. Klasse. Die Sonntage (Klasse 2) bekamen grundsätzlich Vorrang vor den meisten Heiligenfesten, die in der Gruppe 3 zusammengeführt wurden; in dieser Gruppe gingen alle Duplex-, Semiduplex- und Simplex-Feste auf. Ein Fest 1. Klasse hat keinen Vorrang gegenüber einem Sonntag 1. Klasse. Desgleichen hat ein Fest 2. Klasse keinen Vorrang gegenüber einem Sonntag 2. Klasse. Einzelne Feste des Herrn werden wie bisher an einem Sonntag, dem Tag des Herrn, gefeiert: das Namen-Jesu-Fest, das Fest der Heiligen Familie, das Dreifaltigkeitsfest, das Christkönigsfest. Die ganze Fastenzeit ist jetzt von so hohem Rang, dass kein Fest 3. Klasse an Werktagen gefeiert werden kann.

## Rangordnung der liturgischen Tage seit 1970
Die heute geltende Klassifizierung der liturgischen Tage wurde im Rahmen der Liturgiereform mit der Neuordnung des Kirchenjahres und des Römischen Generalkalenders nach dem Zweiten Vatikanischen Konzil am 14. Februar 1969 durch das Motu proprio Mysterii paschalis von Papst Paul VI. approbiert und mit dem 1. Januar 1970 als Grundordnung des Kirchenjahres und des neuen Römischen Generalkalenders (lateinisch Normae universales de anno liturgico et de calendario) in Kraft gesetzt. Sie unterscheidet folgende Bezeichnungen:
- Sonntag (Dominica)
- Hochfest (Sollemnitas)
- Fest (Festum)
- Gebotener Gedenktag (Memoria obligatoria)
- Nichtgebotener Gedenktag (Memoria ad libitum)
- Wochentag (Feria)

Es ergibt sich folgende Rangordnung:
| I.   | 1.  | Das österliche Triduum von Leiden, Tod und Auferstehung des Herrn (von der Feier des Letzten Abendmahls am Gründonnerstag bis zur zweiten Vesper des Ostersonntags).                                                                                   |
|      | 2.  | Weihnachten. Erscheinung des Herrn. Christi Himmelfahrt. Pfingsten. Sonntage des Advents, der Fastenzeit (österliche Bußzeit) und der Osterzeit. Aschermittwoch. Tage in der Karwoche. Tage in der Osteroktav.                                         |
|      | 3.  | Hochfeste des Herrn, der Gottesmutter und jener Heiligen, die im Generalkalender verzeichnet sind. Allerseelen. |
|      | 4.  | Die Eigen-Hochfeste für Regionen, Gemeinschaften usw. (etwa Patronatsfest; Kirchweihe, Gedächtnis des Ordensgründers) |
|      |     | |
| II.  | 5.  | Die Herrenfeste. |
|      | 6.  | Die Sonntage in der Weihnachtszeit und die Sonntage im Jahreskreis. |
|      | 7.  | Die Marienfeste und die Feste der Heiligen des Generalkalenders. |
|      | 8.  | Die Eigenfeste einer Diözese oder einer Ordensgemeinschaft |
|      | 9.  | Die Wochentage des Advents vom 17. bis 24. Dezember einschließlich. Die Wochentage der Weihnachtsoktav. Die Wochentage der Fastenzeit. |
|      |     | |
| III. | 10. | Die gebotenen Gedenktage des Generalkalenders. |
|      | 11. | Gebotene Gedenktage des Eigenkalenders eines Bistums oder einer Ordensgemeinschaft. |
|      | 12. | Nicht gebotene Gedenktage. |
|      | 13. | Die Wochentage des Advents bis 16. Dezember einschließlich. Die Wochentage der Weihnachtszeit vom 2. Januar bis zum Samstag nach Erscheinung des Herrn. Die Wochentage der Osterzeit zwischen Osteroktav und Pfingsten. Die Wochentage im Jahreskreis. |

Treffen mehrere Feiern auf einen Tag, wird jene gehalten, die im Verzeichnis der liturgischen Tage höher steht. Wird ein Hochfest von einem höherrangigen Tag verdrängt (was vor allem in der Fastenzeit und im Advent passieren kann), dann wird es auf den nächsten Tag verschoben, der nicht von einem Fest mit Rang 1 bis 8 belegt ist. So wurde etwa im Jahr 2005 das Hochfest der Verkündigung des Herrn (25. März, Rang 3) am 4. April gefeiert, weil das österliche Triduum (Rang 1) und die Osteroktav (Rang 2) Vorrang hatten. Andere Feiern entfallen für das betreffende Jahr.